# Rio Ibagaçaba
Rio Ibagaçaba är ett vattendrag i Brasilien.   Det ligger i delstaten São Paulo, i den sydöstra delen av landet, 800 km söder om huvudstaden Brasília.
Omgivningarna runt Rio Ibagaçaba är huvudsakligen savann. Runt Rio Ibagaçaba är det glesbefolkat, med 13 invånare per kvadratkilometer.